# نبردهای اتحادیه دلوس
نبردهای اتحادیه دلوس (انگلیسی: Wars of the Delian League) جنگ‌هایی بود که بین سال‌های ۴۷۷ تا ۴۴۹ پیش از میلاد در یونان، تراکیه، آناتولی، قبرس، و مصر باستان و بین هخامنشیان و اتحادیه دلوس اتفاق افتاد. این نبردها از سری رزم‌های جنگ‌های ایران و یونان بود. این جنگ‌ها به پیروزی اتحادیه دلوس و انعقاد عهدنامه کالیاس بین دولت هخامنشی و اتحادیه دلوس به رهبری دولت‌شهر آتن ختم شد.